# رپورییه
رپورییه (به لاتین: Řeporyje) یک منطقهٔ مسکونی در جمهوری چک است که در پراگه ۵ واقع شده‌است. رپورییه ۲٬۱۲۸ نفر جمعیت دارد.

## نگارخانه

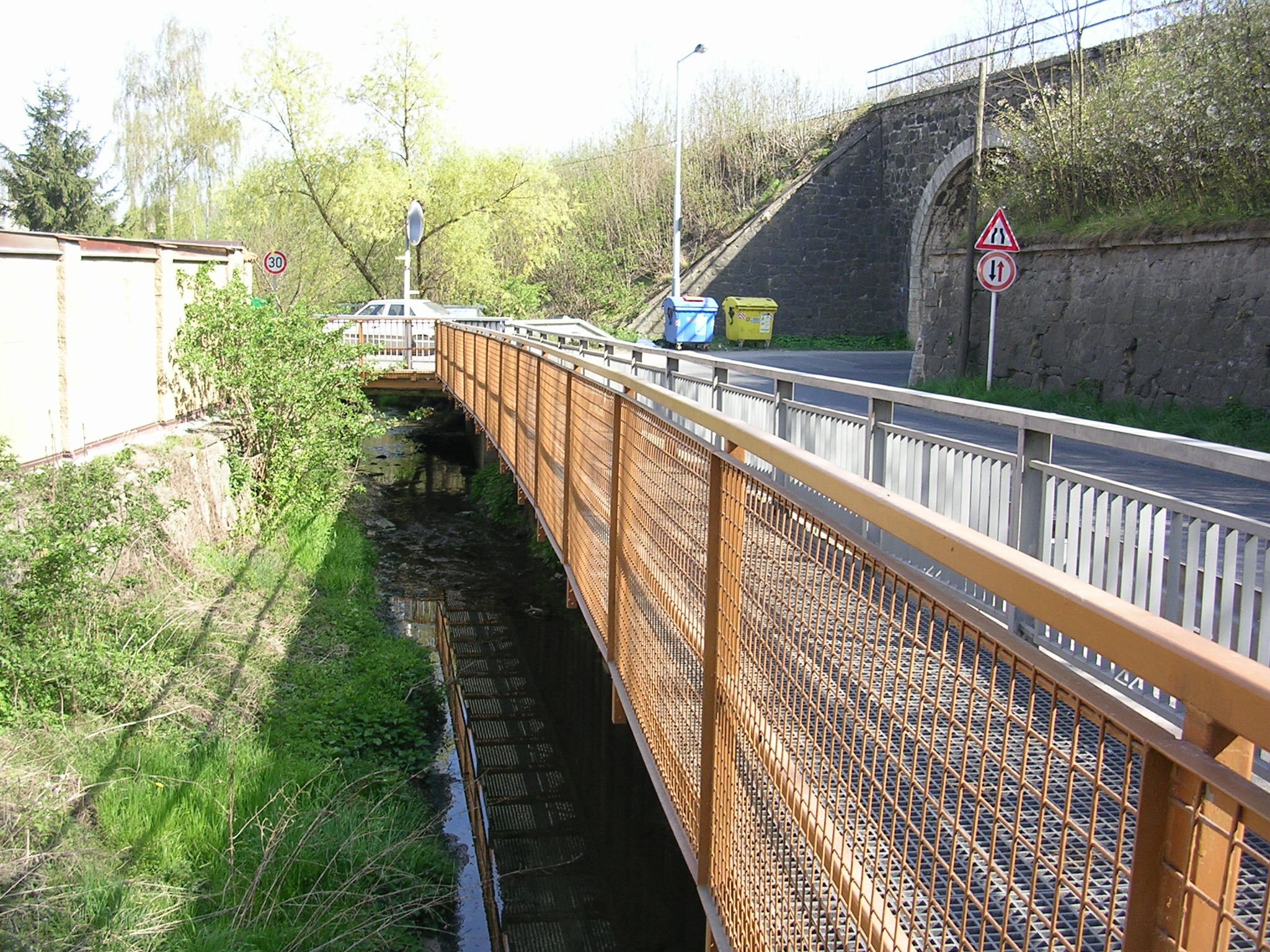
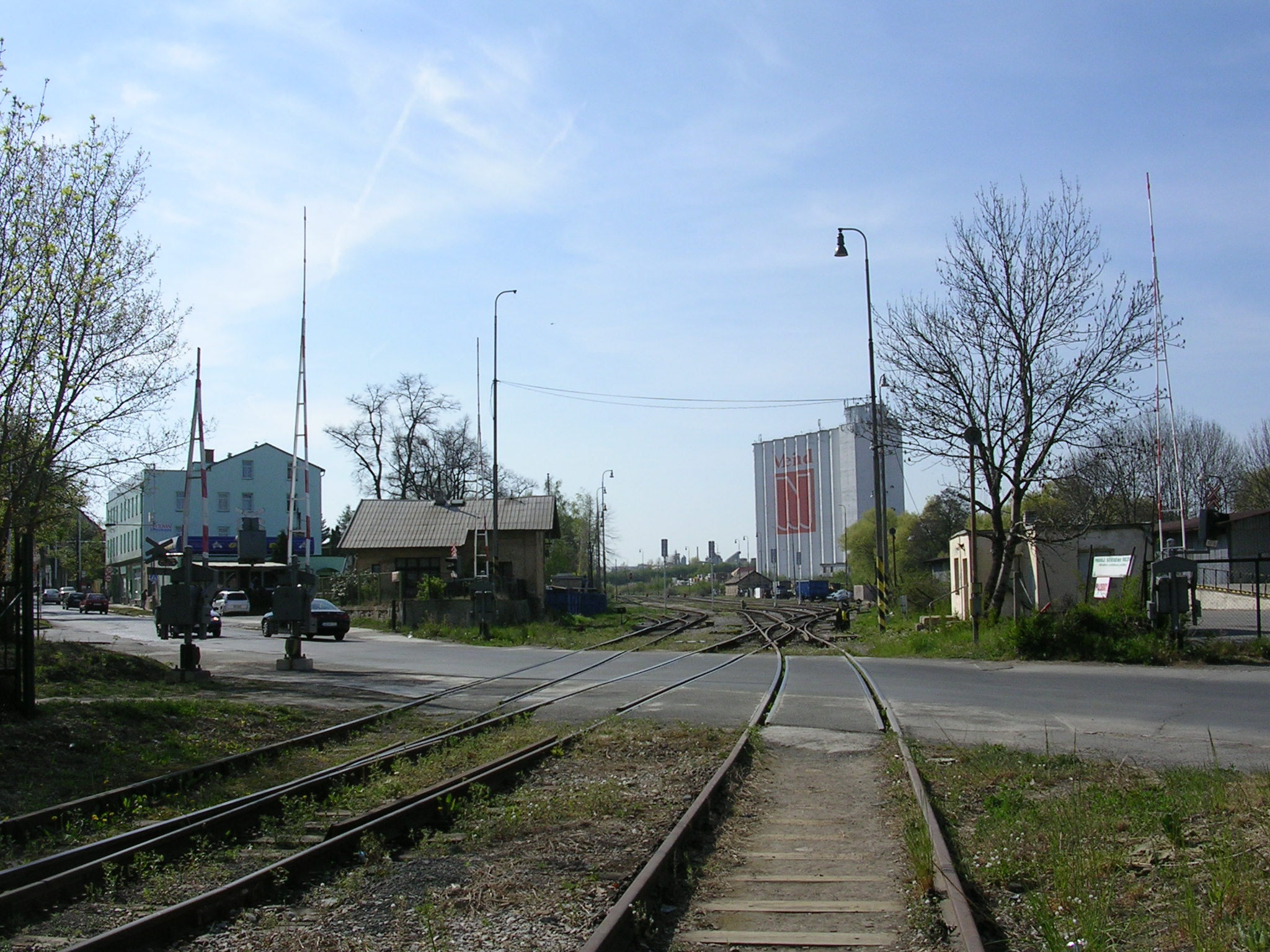
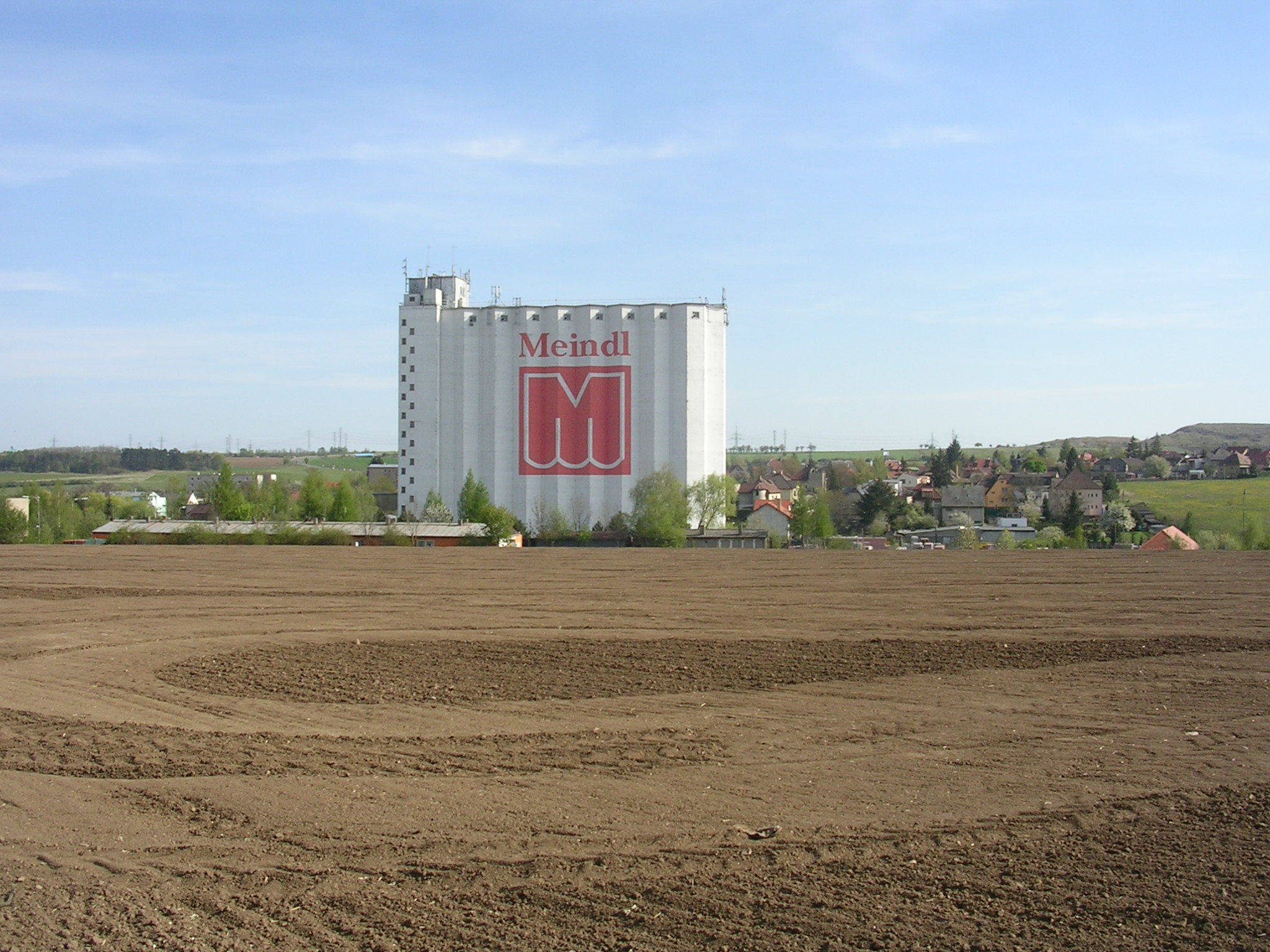